# Лавка радостей
«Ла́вка ра́достей» — первый московский благотворительный магазин, открытый в 2012 году. Особенностью магазина является сбор добровольных пожертвований за товары, а не фиксированные цены. Прибыль направляется организациям, популяризующим и продвигающим благотворительность в России. Также магазин жертвует одежду для благотворительных организаций, оказывающих помощь детским домам, хосписам, домам престарелых, многодетным семьям и другим нуждающимся.

## Концепция
«Лавка радостей» стал первым благотворительным магазином в Москве, это один из новых видов социального предпринимательства в России. Первым в России стал петербургский благотворительный магазин «Спасибо!», появившийся в 2010 году. Однако в Европе и США уже давно существует большое количество подобных магазинов. Вырученные с продаж деньги перенаправляются в благотворительную организацию и реализуются на социальные программы.
Ассортимент магазина «Лавка радостей» формируется за счёт безвозмездной помощи жителей Москвы, которые приносят в магазин ненужные вещи. Работники магазине не вешают ценники на продаваемые товары, поэтому покупатели вправе самостоятельно оценить ценность товара и пожертвовать необходимую сумму.
В Европе, Америке таких магазинов тысячи. Обычно это места по соседству с домом, куда люди заходят, чтобы купить нужные вещи и сделать доброе дело. Мы бы хотели, чтобы у нас в каждом районе, в каждом городе было по благотворительному магазинуЕкатерина Бермант, основатель «Лавки радостей»

## Помощь
Собранные средства отправляются на помощь людям, пострадавшим от пожара (на восстановление жилища) по программе фонда "Феникс", а также на генетический анализ детям с врожденным пороком сердца по программе фонда "Генетика". Помимо этого благотворительный фонд ежегодно сотрудничает с другими фондами и помогает их подопечным вещами или средствами. Не проданная одежда передаётся благотворительным организациям, которые помогают детским домам, хосписам, домам престарелых, многодетным семьям и другим социально незащищённым группам.
В день открытия магазином было собрано 116 тысяч рублей. За первую неделю — 71,5 тысяч рублей. Прибыль за каждый месяц колеблется от 200 до 300 тыс. руб..